# Rupert Neudeck

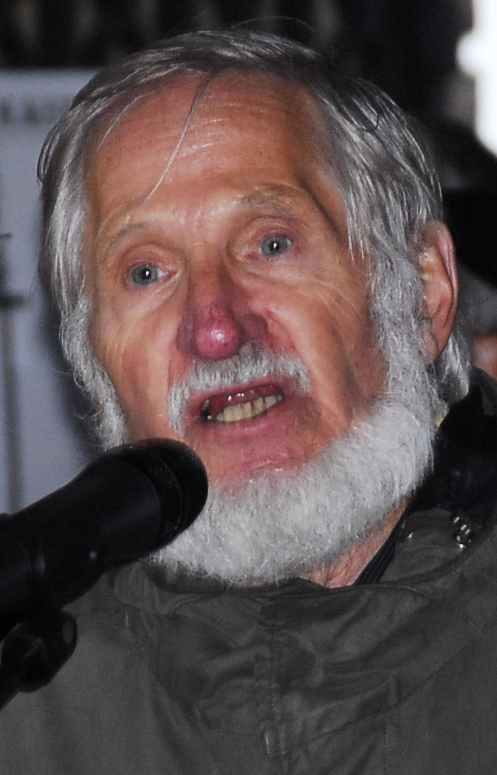
Rupert Neudeck (2008)

Rupert Neudeck (* 14. Mai 1939 in Danzig; † 31. Mai 2016 in Siegburg) war ein deutscher Journalist, Mitgründer der Organisation Cap Anamur/Deutsche Not-Ärzte und Vorsitzender des Friedenskorps Grünhelme. Weltweit bekannt wurde Neudeck im Jahr 1979 durch die Rettung tausender vietnamesischer Flüchtlinge (sogenannter „Boatpeople“) im Chinesischen Meer mit der Cap Anamur.

## Leben und Werk
Als Kind musste Neudeck Ende Januar 1945 mit seiner Mutter, seinen drei Brüdern und seiner Schwester aus Danzig-Langfuhr fliehen. Die Flucht sollte mit der Wilhelm Gustloff erfolgen, die die Familie aber am Hafen verfehlte – was ihr das Leben rettete, da das Schiff torpediert wurde und unterging. Seine Kindheit verlebte Neudeck in der westfälischen Stadt Hagen. Im Jahr 1958 legte er am dortigen Fichte-Gymnasium, an dem auch sein Vater Edmund als Mathematik- und Physiklehrer tätig war, sein Abitur ab.
Nach seinem Abitur studierte er Philosophie, Germanistik, Soziologie und katholische Theologie. Im Jahr 1961 brach er das Studium ab und trat dem Jesuitenorden bei. Nach dem Austritt aus dem Orden nahm er das Studium wieder auf und schloss es 1970 ab. Im Jahr 1972 wurde er an der Westfälischen Wilhelms-Universität Münster mit der Arbeit Politische Ethik bei Jean-Paul Sartre und Albert Camus zum Doktor der Philosophie promoviert.
In den Jahren 1969 bis 1971 war er als studentischer Redakteur beim Semesterspiegel tätig. Im Jahr 1971 begann Neudeck als hauptberuflicher Journalist bei der katholischen Funk-Korrespondenz in Köln, 1976 wechselte er dann in den freien Journalismus. 1977 wurde er Redakteur beim Deutschlandfunk, Abteilung Politisches Feature.
Anlässlich der großen Not vietnamesischer Flüchtlinge im Südchinesischen Meer gründete er zusammen mit seiner Frau Christel Neudeck sowie mit Unterstützung des Schriftstellers Heinrich Böll im Jahr 1979 das Komitee Ein Schiff für Vietnam. 1982 wurde daraus die Hilfsorganisation Cap Anamur/Deutsche Not-Ärzte e. V. Namensgeber war der Frachter Cap Anamur, mit dem die Besatzung um Rupert Neudeck insgesamt 10.375 vietnamesische Flüchtlinge, die sogenannten Boatpeople, aufnahm und nach Deutschland brachte. Es folgten zahlreiche weitere Hilfseinsätze mit der Cap Anamur.

„Ich möchte nie mehr feige sein. Cap Anamur ist das schönste Ergebnis des deutschen Verlangens, niemals wieder feige, sondern immer mutig zu sein.“

Bis 1998 gehörte er dem Vorstand des Komitees Cap Anamur an, danach wurde er Sprecher der Hilfsorganisation. Im April 2003 wurde er (gemeinsam mit Aiman Mazyek) zum Mitbegründer und Vorsitzenden des internationalen Friedenskorps Grünhelme e. V. Neudeck verstand es als Auftrag, sich in islamischen Ländern zu engagieren, den Islam bekannt zu machen und Ängste vor dem Islam abzubauen. Für ihn bedeutete „islamistisch“ oder „radikalislamisch“ eigentlich etwas Positives: auch die Menschlichkeit, die mit dem Glauben einhergehen muss, ernst zu nehmen. Deshalb die Farbe Grün als „Farbe des Islam“, analog zu den Blauhelmen der Vereinten Nationen.
Ab 2002 reiste Neudeck mehrmals nach Israel und in die palästinensischen Autonomiegebiete, um sich, wie er mitteilte, über die israelischen Sperranlagen und die Lage der Palästinenser vor Ort kundig zu machen. Mit der daraus erwachsenen Veröffentlichung Ich will nicht mehr schweigen. Recht und Gerechtigkeit in Palästina wollte er nach eigenem Bekunden gegen die von ihm angeklagten israelischen Menschenrechtsverletzungen, eine neue „Apartheid“ und das „Monstrum Mauer“ protestieren und lehnte mit Warnungen vor einer „Freundschaftsfalle Israel“ auch die bisherige militärische Unterstützung Israels durch die Bundesrepublik Deutschland ab. Dies stieß auf teils deutliche Kritik.

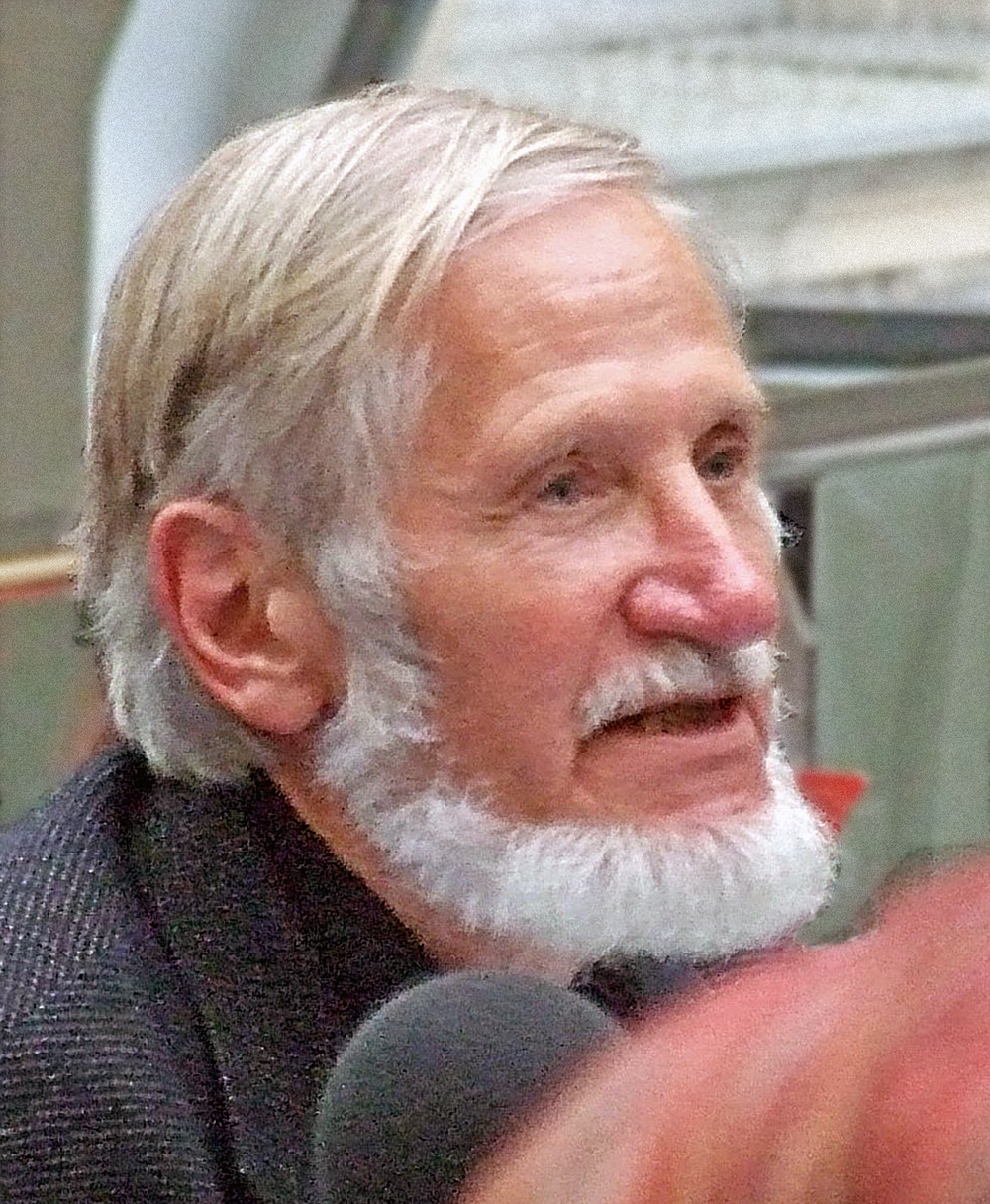
Rupert Neudeck, 2007

Im Juni 2010 kritisierte Neudeck das Vorgehen Israels bezüglich des Erteilens von Baugenehmigungen und Hauszerstörungen im Westjordanland. Anlass war der Abrissbescheid eines von der Organisation Grünhelme gebauten und in Deutschland bekannt gewordenen Berufsausbildungszentrums zwischen Bethlehem und Hebron. Laut Neudeck ist es für Palästinenser in diesem Gebiet (Zone C, die zirka 60 Prozent des Westjordanlandes umfasst) in der Regel nicht möglich, eine Baugenehmigung zu erhalten, während sich die jüdischen Siedlungen rund um das betreffende Gelände weiter ausbreiteten.
Rupert Neudeck war Beiratsmitglied der Gesellschaft für bedrohte Völker, zusammen mit seiner Frau Christel Kuratoriumsmitglied der Gesellschaft Freunde Abrahams und offizieller Unterstützer der Demonstration Freiheit statt Angst.
Rupert Neudeck starb am 31. Mai 2016 an den Folgen einer Herzoperation. Er wurde auf dem Friedhof des Ortsteils Spich der Stadt Troisdorf im Rhein-Sieg-Kreis beigesetzt.
Den Nachlass Rupert Neudecks erhielt 2017 das Dokumentationszentrum und Museum über die Migration in Deutschland (DOMiD) in Köln.

## Privates

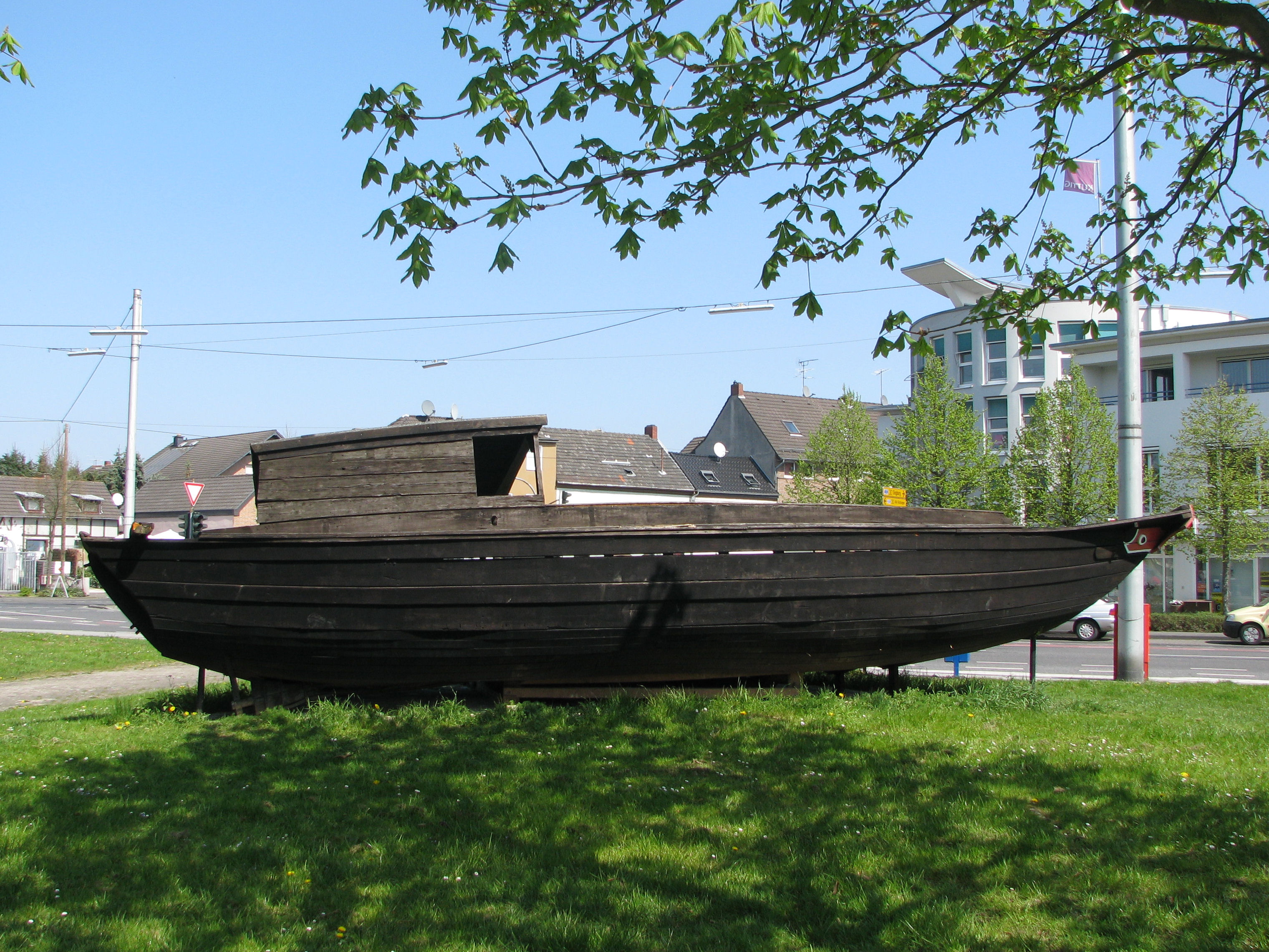
Fluchtboot, das Ende April 1984 von der Cap Anamur im Südchinesischen Meer aufgefunden wurde. Es war mit 52 Menschen besetzt. Heute steht es als Denkmal in Troisdorf.

Ab 1970 war er mit Christel Neudeck verheiratet. Das Ehepaar hatte zwei Töchter und einen Sohn und lebte in Troisdorf in Nordrhein-Westfalen. Dort steht an einer Straßenecke in Troisdorf-Mitte ein Original-Holzboot, aus dem er 1982 vietnamesische Flüchtlinge rettete.

## Ehrungen und Auszeichnungen

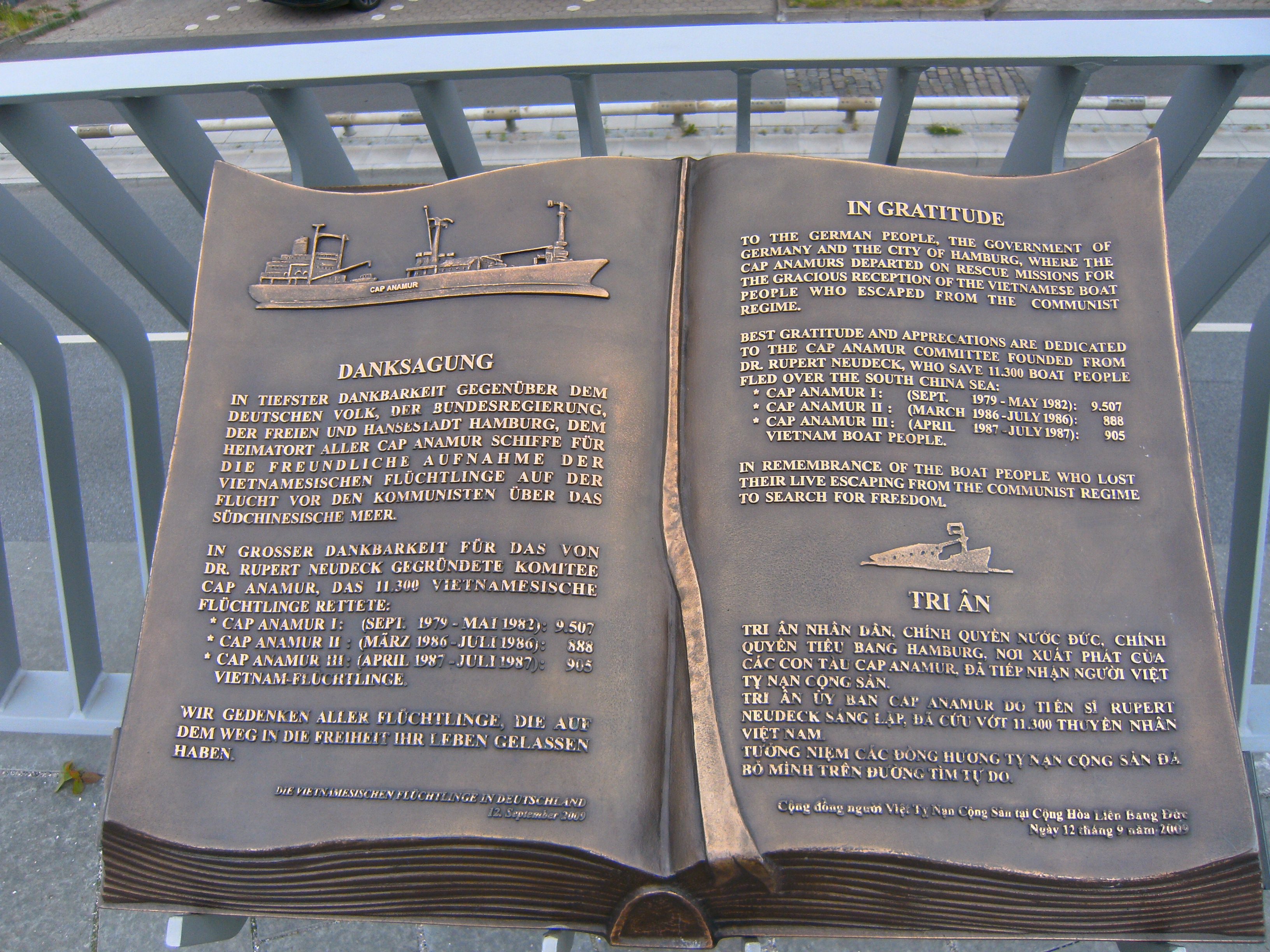
Denkmal in Hamburg in Form eines Gedenkbuchs aus Bronze, gestiftet im Jahr 2009 durch frühere vietnamesische Boatpeople, für die Rettung durch die Cap Anamur und in Gedenken an diejenigen, die bei der Flucht starben. Zustand 2020 nach Erhöhung der Hochwasser-Elbpromenade

- 1978 – Cavaliere-Orden der Republik Somalia
- 1985 – Theodor-Heuss-Medaille
- 1991 – Bruno-Kreisky-Preis für Verdienste um die Menschenrechte
- 1998 – Erich-Kästner-Preis des Presseclubs Dresden e. V.
- 1999 – Frankfurter Walter-Dirks-Preis
- 2002 – Integrationspreis der Stiftung Apfelbaum
- 2003 – Marion Dönhoff Preis
- 2005 – Ehrendoktorwürde der Westfälischen Wilhelms-Universität Münster
- 2006 – Europäischer Sozialpreis des Europavereins GPB (Gesellschafts-Politische Bildungsgemeinschaft) in Eschweiler
- 2007 – Steiger Award in Bochum
- 2007 – Verdienstorden des Landes Nordrhein-Westfalen
- 2009 – Gedenkbuch aus Bronze für die Rettung durch das Boot Cap Anamur und Dank an Rupert Neudeck
- 2011 – Ehrendoktorwürde der Universität Prizren
- 2012 – Ritter der Ehrenlegion[16]
- 2014 – Deutschlands Bürger des Jahres vom Bundesverband Deutscher Zeitungsverleger[17]
- 2014 – Internationaler Menschenrechtspreis, Dr.-Rainer-Hildebrandt-Medaille
- 2015 – Bürgerpreis der deutschen Zeitungen[18]
- 2016 – Erich-Fromm-Preis an das Ehepaar Neudeck
- 2016 – Der „Bornheimer“ der Europaschule Bornheim[19]

## Würdigungen
- 2016 – (posthum) Staatspreis des Landes Nordrhein-Westfalen, zusammen mit seiner Frau Christel Neudeck[20]
- 2017 – Gründung der Rupert-Neudeck-Hauptschule in Troisdorf
- 2017 – Gründung der Rupert-Neudeck-Gesamtschule in Tönisvorst[21]
- 2017 – Umbenennung des Gymnasiums Nottuln in Rupert-Neudeck-Gymnasium der Gemeinde Nottuln[22]
- 2018 – Bronzetafel vor Burg Wissem in Troisdorf von Bildhauer Joost Meyer, finanziert von der Vietnamesischen Gesellschaft in Deutschland[23]

## Veröffentlichungen (Auswahl)
- Die politische Ethik bei Jean-Paul Sartre und Albert Camus (= Studien zur französischen Philosophie des 20. Jahrhunderts, Band 4).  Bouvier, Bonn 1975, ISBN 3-416-01008-6 (Dissertation Universität Münster (Westfalen), Philosophische Fakultät, 1973, 455 Seiten).
- Den Dschungel ins Wohnzimmer: Auslandsberichterstattung im bundesdeutschen Fernsehen (= Medium Dokumentation, Band 7). Verlag der Evangelische Publizistik, Frankfurt am Main 1977, ISBN 3-921766-00-7.
- Das Jahrhundert der Flüchtlinge. Ein Schiff für Vietnam. Ärzte für Kambodscha. Not-Ärzte für Afghanistan. Not-Ärzte für Somalia. Deutsches Komitee Not-Ärzte, Troisdorf 1980, ISBN 3-9800438-0-0.
- Wie helfen wir Asien oder ein Schiff für Vietnam. Rowohlt, Reinbek 1980, ISBN 978-3-499-14633-6.
- Karlheinz Böhm: Nagaya. Ein neues Dorf in Äthiopien. Gespräche mit Rupert Neudeck. Rowohlt, Reinbek bei Hamburg 1983, ISBN 3-498-00483-2.
- Die letzte Fahrt der Cap Anamur I. Rettungsaktionen 1979 bis 1982. Herder, Freiburg im Breisgau 1983, ISBN 3-451-08058-3.
- Afrika, Kontinent ohne Hoffnung? Unsere Hilfe hilft! Lübbe, Bergisch Gladbach 1985, ISBN 3-404-60132-7.
- Sorgenkind Entwicklungshilfe. Lübbe, Bergisch Gladbach 1987, ISBN 3-404-60183-1.
- Humanitäre Radikalität. Komitee Cap Anamur/Dt. Not-Ärzte e. V. Komitee Cap Anamur/Deutsche Not-Ärzte, Troisdorf 1988, ISBN 3-9800438-1-9.
- Afghanistan. Politische Expeditionen. Mit einem Überblick zur Geschichte Afghanistans. Hammer, Wuppertal 1988, ISBN 3-87294-363-4.
- Verjagt und vernichtet. Kurden kämpfen um ihr Leben. Rowohlt, Reinbek bei Hamburg 1992, ISBN 3-499-20653-6.
- Das Versagen des Humanismus. Unkonventionelle Hilfsmaßnahmen für die Dritte Welt. Beltz, Weinheim 1992, ISBN 3-407-30562-1.
- mit Michael Albus, Peter Härtling: Treibsand. Menschen auf der Flucht. Patmos, Düsseldorf 1992, ISBN 3-491-72261-6.
- Asyl. Warum das Boot nicht voll ist. Patmos, Düsseldorf 1993, ISBN 3-491-72275-6.
- Abenteuer Humanität. Mit der „Cap Anamur“ unterwegs. Vier-Türme-Verlag, Münsterschwarzach 1998, ISBN 3-87868-129-1.
- mit Lukas Ruegenberg: Janusz Korczak. Der König der Kinder. Butzon und Bercker, Kevelaer 2000, ISBN 3-7666-0296-9.
- Reise an’s Ende der legalen Welt. Die Nuba-Berge des südlichen Sudan. Lit, Münster 2001, ISBN 3-8258-5602-X.
- Die Menschenretter von Cap Anamur. Beck, München 2002, ISBN 3-406-48879-X.
- Jenseits von Kabul. Unterwegs in Afghanistan. Beck, München 2003, ISBN 3-406-50952-5.
- mit Norbert Blüm, Heiner Geißler: Nach dem Krieg. Vor dem Frieden. Wie es weitergehen kann. Herder, Freiburg im Breisgau 2003, ISBN 3-451-28255-0.
- Immer radikal. Von Cap Anamur bis zu den Grünhelmen. Orientierungsschneisen ins verminte Gelände. Lit, Münster 2005, ISBN 3-8258-5601-1.
- Die Flüchtlinge kommen. Warum sich unsere Asylpolitik ändern muss. Diederichs, Kreuzlingen 2005, ISBN 3-7205-2573-2.
- mit Christel Neudeck: Grünhelme. Einsatz an den Brennpunkten der Welt. Bleiben, wenn andere gehen. Kreuz, Stuttgart 2005, ISBN 3-7831-2437-9.
- mit Franz Alt, Rosi Gollmann: Eine bessere Welt ist möglich. Riemann, München 2005, ISBN 3-570-50069-1.
- Ich will nicht mehr schweigen. Über Recht und Gerechtigkeit in Palästina. Melzer, Neu-Isenburg 2005, ISBN 3-937389-73-3.
- Abenteuer Menschlichkeit. Erinnerungen. Kiepenheuer & Witsch, Köln 2007, ISBN 978-3-462-03774-6.
- mit Christel Neudeck: Zwei Leben für die Menschlichkeit. Gütersloher Verlagshaus, Gütersloh 2009, ISBN 978-3-579-06893-0.
- mit Hans Koschnick: Weder tollkühn noch ängstlich. Hans Koschnick im Gespräch mit Rupert Neudeck. Hess, Bad Schussenried 2009, ISBN 978-3-87336-908-5.
- Die Kraft Afrikas. Warum der Kontinent nicht verloren ist. Beck, München 2010, ISBN 978-3-406-59857-9.
- Mutbürger. Gelebter Widerstand. Zwölf Beispiele. Publik-Forum, Oberursel 2011, ISBN 978-3-88095-215-7.
- Das unheilige Land. Brennpunkt Naher Osten. Warum der Friede verhindert wird. Herder, Freiburg im Breisgau 2011, ISBN 978-3-451-32367-6.
- Es gibt ein Leben nach Assad. Syrisches Tagebuch. Beck, München 2013, ISBN 978-3-406-65444-2.
- Radikal leben. Gütersloher Verlagshaus, Gütersloh 2014, ISBN 978-3-579-07070-4.
- mit Michael Albus: Man muss etwas riskieren. Menschlichkeit ohne Kompromisse. Claudius, München 2015, ISBN 978-3-532-62474-6.
- In uns allen steckt ein Flüchtling. Ein Vermächtnis (= C.H.Beck Paperback, Band 6251), C. H. Beck, München 2016, ISBN 978-3-406-69920-7.[24]